# Australiska vattenråttor
Australiska vattenråttor (Hydromys) är ett släkte i familjen råttdjur (Muridae) som förekommer i Australien och Nya Guinea samt på andra öar i samma region. I Australien fick de namnet Beaver Rats ("bäverråttor") men på svenska syftar namnet bäverråttor däremot på en familj i underordningen piggsvinsartade gnagare.

## Utseende
Med en kroppslängd mellan 12 och 35 cm (huvud och bål), en svanslängd mellan 10 och 35 cm samt en vikt mellan 300 och 1300 gram är arterna jämförelsevis stora medlemmar i underfamiljen Murinae. Pälsens färg på ovansidan varierar brun-, svart- och gråaktig. Buken kan vara brun, vitgul eller orange. Den huvudsakligen mörka svansen är bra täckt med hår och har en vit spets. Med en strömlinjeformig kropp, ögonen som sitter högt uppe på huvudet och simhud mellan tårna är de bra anpassade till livet i vatten.

## Ekologi
Australiska vattenråttor lever i regioner med floder och insjöar eller i träskmarker. I bergstrakter hittas de upp till 3 000 meter över havet. De bygger bon av växtdelar på marken eller i underjordiska hålor. De jagar födan i vattnet men äter vanligen på land. Födan utgörs främst av fiskar och vattenlevande insekter samt i viss mån av andra ryggradslösa djur och smärre ryggradsdjur.
Individerna lever utanför parningstiden ensamma och reagerar aggressiva mot varandra. Mellan september och mars (australisk vår och sommar) har honor upp till två kullar med en till sju ungar (vanligen tre till fyra). Ungdjuren är vid födelsen hjälplösa men utvecklas fort. Honan slutar efter cirka en månad med digivning och efter ytterligare tre månader är ungarna könsmogna. Den äldsta kända individen i fångenskap blev lite över sex år gammal.

## Systematik
Enligt Wilson & Reeder (2005) tillhör släktet en släktgrupp inom underfamiljen Murinae som kallas Hydromys-grupp. De andra fem släktena i gruppen är Baiyankamys, Crossomys, Microhydromys, Parahydromys och Paraleptomys. Däremot finns ingen närmare släktskap med de sydamerikanska fiskråttorna (Ichthyomys) som har ett liknande levnadssätt.
Släktet utgörs av fyra arter:
- Hydromys chrysogaster lever i stora delar av Australien, på omgivande öar, på Nya Guinea samt på några av de södra Moluckerna.
- Hydromys hussoni hittas på västra och centrala Nya Guinea.
- Hydromys neobritannicus förekommer på Niu Briten.
- Hydromys ziegleri beskrevs först 2005 efter ett enda fynd på norra Nya Guinea.[3]

Två andra arter, Hydromys habbema och H. shawmayeri, räknas enligt Lecompte et. al. (2008) till släktet Baiyankamys.
IUCN listar H. chrysogaster som livskraftig (LC) och de andra tre med kunskapsbrist (DD).